# Palazzo Caccini
Palazzo Caccini (detto anche Palazzo del Corona) si trova a Firenze in Borgo Pinti 31-33, all'angolo con via Nuova dei Caccini.

## Storia e descrizione
Nel Quattrocento era questa la dimora dei Ferrantini, nota per essere stata scelta - evidentemente per la nobiltà e ampiezza degli ambienti - per ospitare il patriarca di Costantinopoli Giuseppe II e i ventitré vescovi ortodossi durante il Concilio di Firenze del 1439.

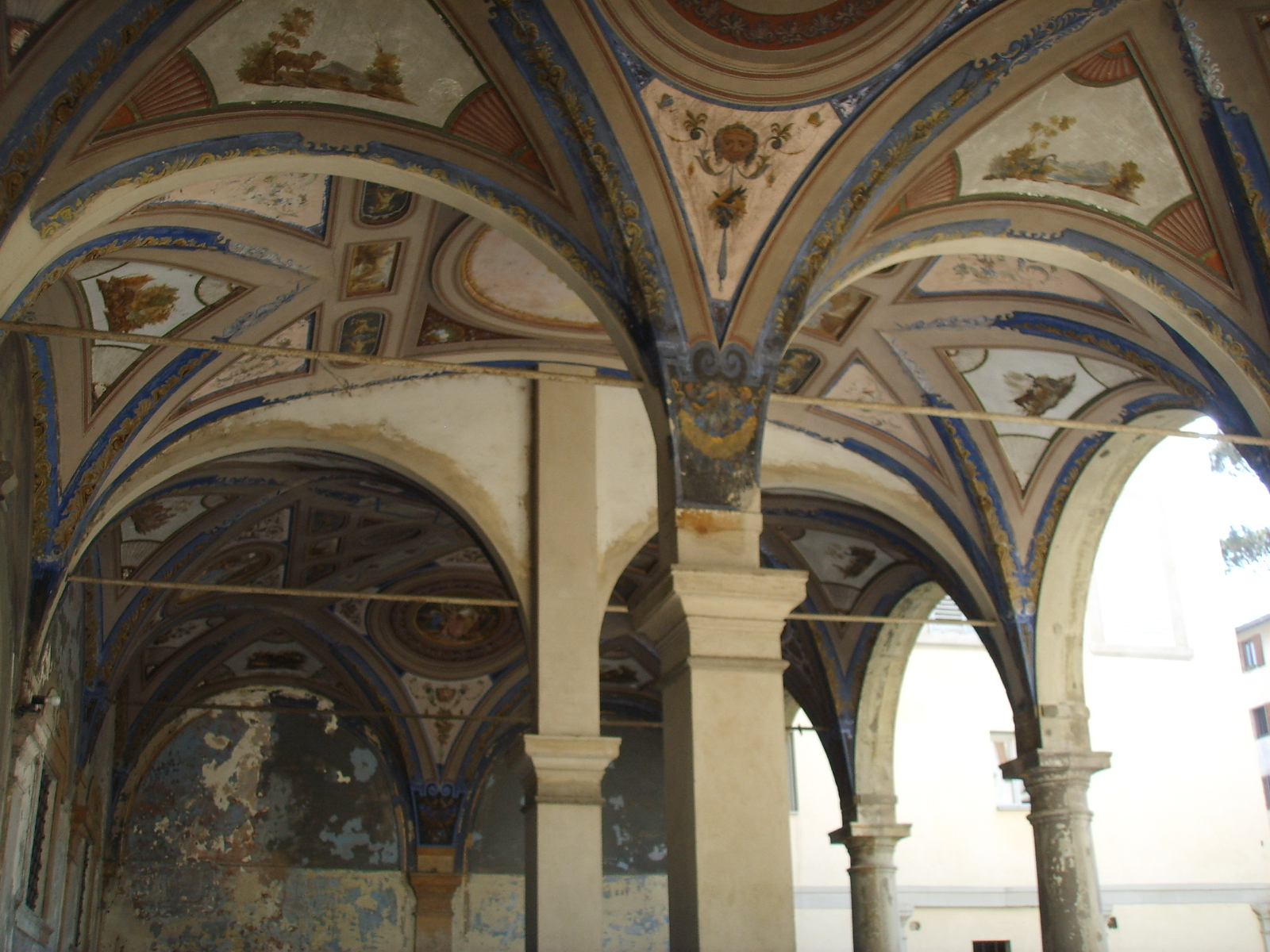
La loggetta

Passata per via ereditaria ai Caccini fu da questi ingrandita progressivamente (negli anni del priore Francesco Domenico), fino a giungere ad un intervento di riammodernamento unitario che la letteratura colloca tra il 1561 e il 1564 circa e riferisce a Giovanni Caccini, intimo della famiglia Medici (ma da non confondere con l'architetto Giovanni Battista Caccini di Montopoli in Val d'Arno), comunque assistito da Giorgio Vasari. Del Caccini restano le iniziali G. C. A.[rchitetto o Alexandri (figlio di Alessandro)] F.[iorentino o fecit] scolpite su alcune architravi poste al piano terreno.
Il portale (successivamente trasformato) è attribuito a Bartolomeo Ammannati, ma non ha relazione con il rilievo settecentesco di Ferdinando Ruggieri che è riferito al Palazzo del Cavalier Vernaccia, al tempo proprietario e unito ai Caccini da legame matrimoniale.
Il restauro della facciata del 2022 ha evidenziato che il portale del n. civico 31 è di stile ammannatesco e che il disegno del portale del n. civico 33 è riferibile al Pasqui, quando ridisegnò la facciata.   
La facciata, dalle linee leggermente spezzate, organizzata su tre piani più un mezzanino per ben tredici assi, è frutto di un intervento di restauro dovuto all'architetto Leopoldo Pasqui attorno al 1843, come attestato da Federico Fantozzi.
Alle spalle del palazzo, per merito di Matteo Caccini, si sviluppò all'inizio del Seicento un grande giardino nel tempo noto per le piante rare ed esotiche coltivate (tra cui le prime cipolle, i tuberi della patata), e in modo particolare per le piante da fiore con specie provenienti da tutto il mondo allora conosciuto, che a lungo ha reso celebre la residenza molto più di quanto non abbia fatto la sua pur nobile architettura. Attualmente del giardino non resta che un'area verde, che lambisce il retro del teatro della Pergola. Dopo i Caccini il palazzo passò ai del Vernaccia, ai Riccardi e, nell'Ottocento, ai Del Corona, ai Pasqui Cartoni e quindi ai Geddes da Filicaia. Qui risiedette per un certo periodo anche Arthur Schopenhauer. L'attuale proprietà del palazzo, frazionato in appartamenti, è suddivisa tra molti soggetti.
«La serie ininterrotta delle finestre nei due ordini superiori della facciata contribuisce all'armonia del prospetto e favorisce, insieme alla posizione leggermente in curva e al contrasto con la strettezza dell'antico borgo, a donare un aspetto semplice ma anche grandioso all'insieme. Varcato il portone centrale si accede alla
graziosa loggia terrena a cinque luci che, prospiciente il giardino, presenta quattro finestre di foggia singolare con ampie volute sui lati superiori e interessanti affreschi con grottesche e figure allegoriche che ruotano attorno al tema della arti liberali, mentre al centro delicati putti reggono lo stemma dei Da Filicaia».

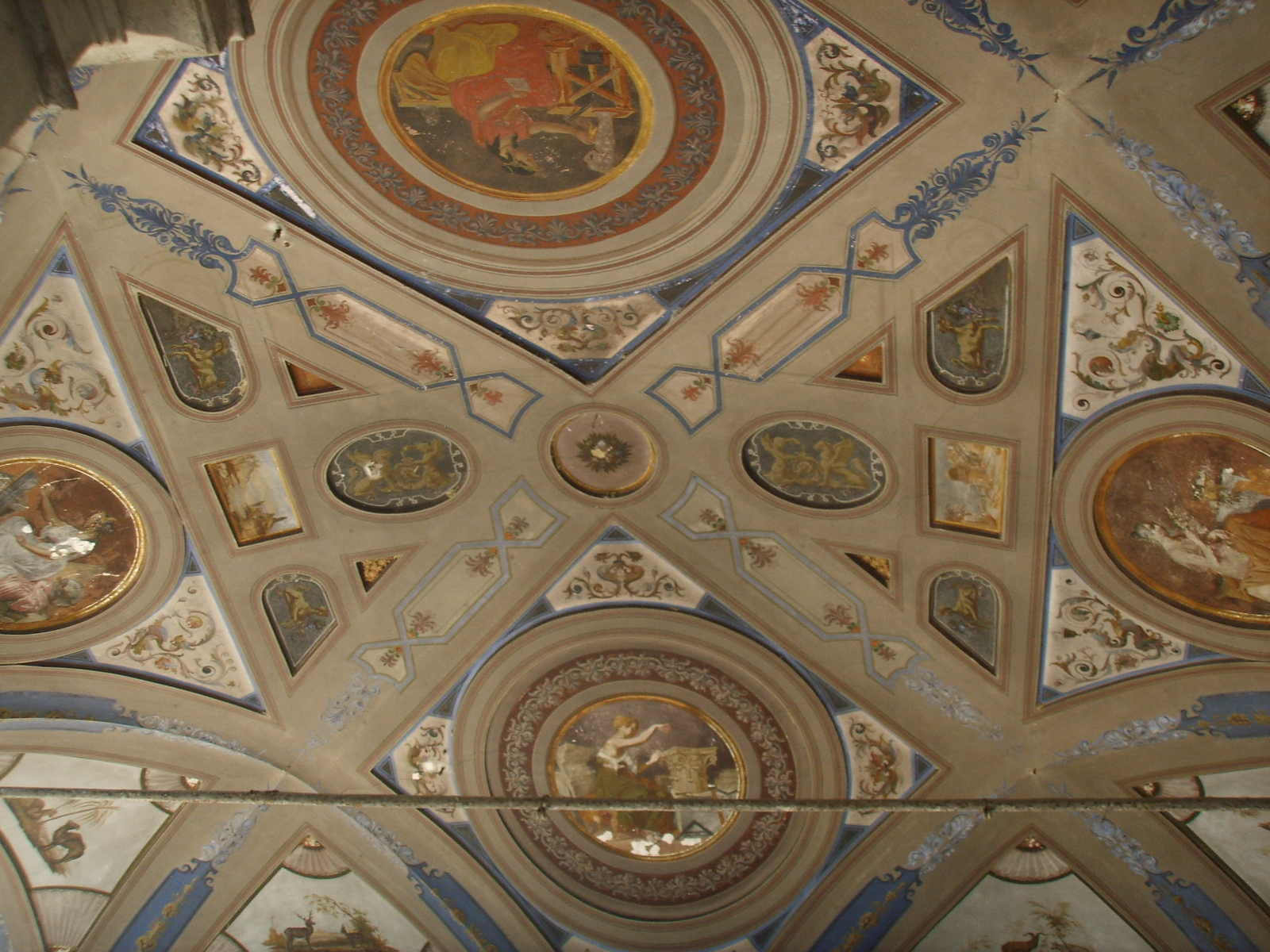
La loggetta

Su via Nuova de' Caccini (numeri civici 7-21) il palazzo ha un'addizione moderna, dovuta all'architetto Rolando Pagnini e realizzata nei primi anni settanta del Novecento, nonostante i tentativi di opporsi al progetto da parte di "Italia Nostra" con la momentanea chiusura del cantiere a partire dal luglio 1971.

## Note

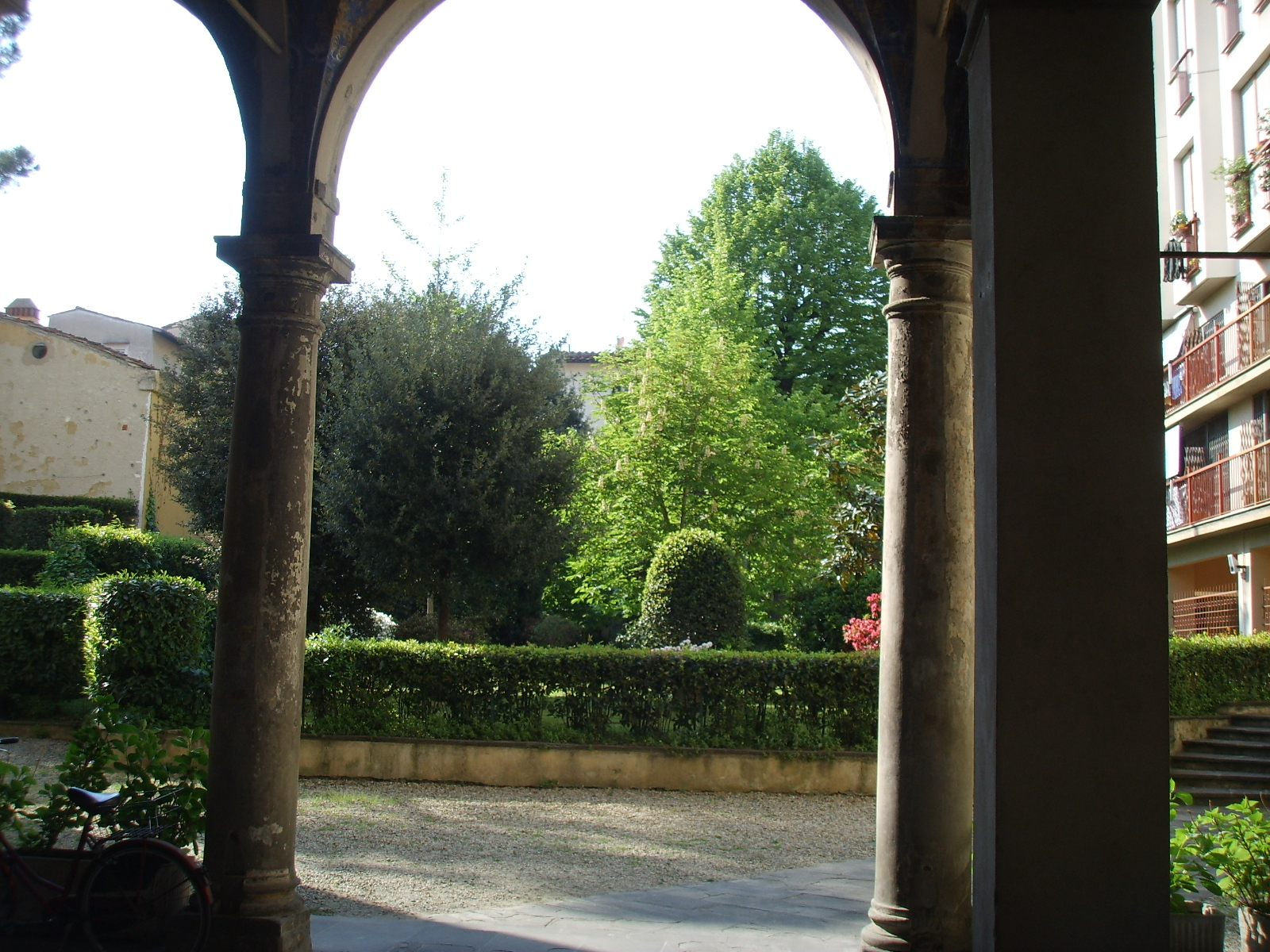
Il giardino

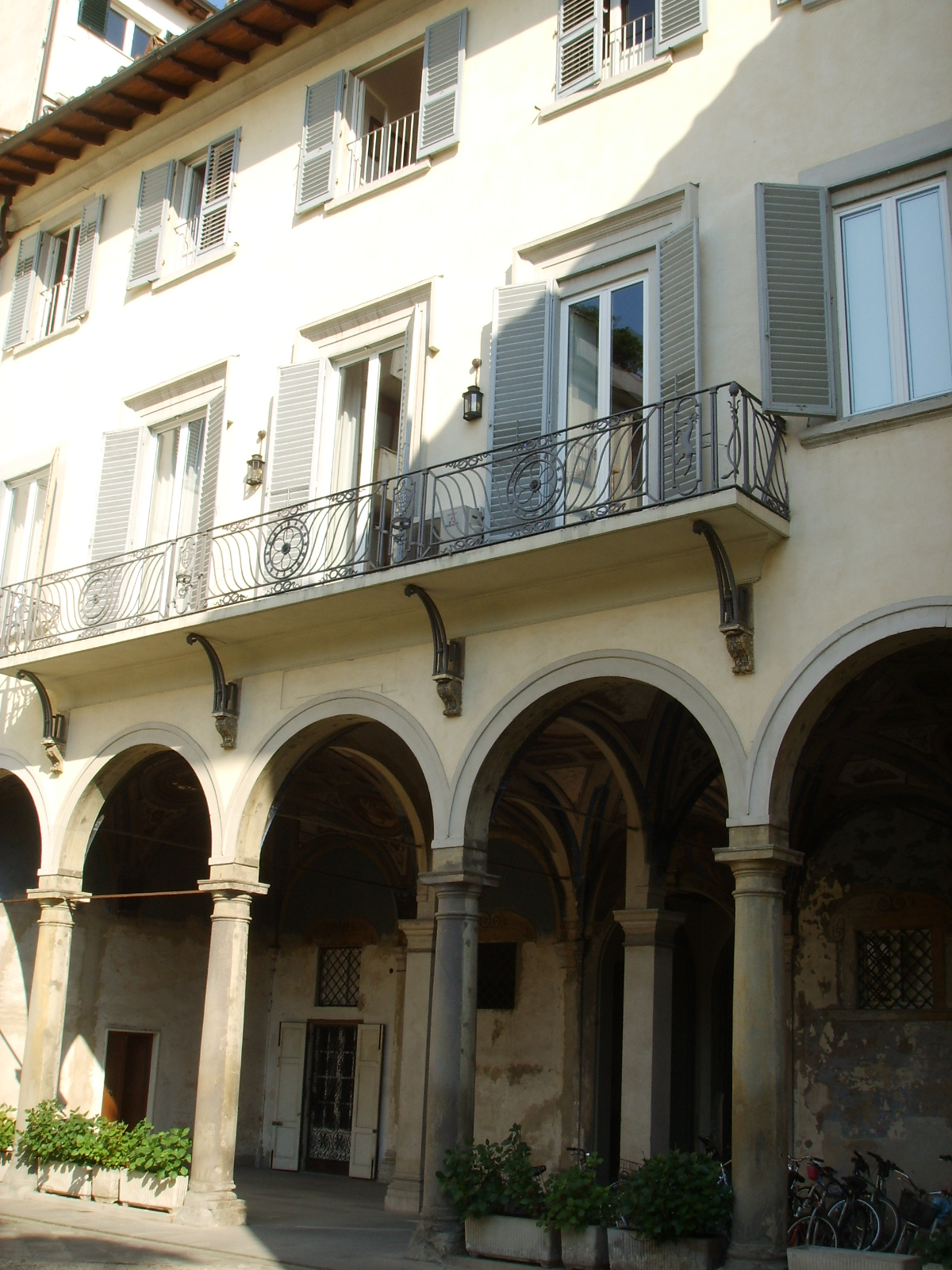
Veduta dal giardino